# Marked Men (1919)
Marked Men (Brasil: Homens Marcados ) é um filme norte-americano de 1919, do gênero faroeste, dirigido por John Ford e estrelado por Harry Carey. É um remake do filme de 1916, The Three Godfathers, que também estrelou Harry Carey. O filme é presumidamente considerado perdido.
No Brasil, o filme mudo também é intitulado como Os Três Padrinhos, na versão original legendado.

## Elenco
- Harry Carey ... Cheyenne Harry
- Joe Harris ... Tom Gibbons
- Ted Brooks ... Tony Garcia
- Charles Le Moyne ... Xerife Pete Cushing
- J. Farrell MacDonald ... Tom Placer McGraw
- Winifred Westover
- David Kirby (não creditado)